# Ібрагімово (Кушнаренковський район)
Ібрагі́мово (рос. Ибрагимово, башк. Ибраһим) — присілок (у минулому село) у складі Кушнаренковського району Башкортостану, Росія. Входить до складу Старокурмашевської сільської ради.
Населення — 128 осіб (2010; 155 у 2002).
Національний склад:
- татари — 84 %